# روجر دوارتي دي أوليفيرا
روجر دوارتي دي أوليفيرا (11 يناير 1995 ببيلو هوريزونتي في البرازيل - ) هو لاعب كرة قدم برازيلي في مركز الدفاع. لعب مع نادي ساو باولو.

## وصلات خارجية
- روجر دوارتي دي أوليفيرا على موقع قاعدة بيانات كرة القدم.إي يو (الإنجليزية)
- روجر دوارتي دي أوليفيرا على موقع Soccerway.com (الإنجليزية)